# クーンラート・ハラタマ
クーンラート・ヴォルテル・ハラタマ（Koenraad Wolter Gratama、1831年4月25日 - 1888年1月19日）は、オランダの化学者で、幕末から明治初めにかけて、長崎および大阪で教え、日本の理化学教育の創始に貢献した。

## 経歴
1831年4月25日、オランダ・アッセンに生まれる。ユトレヒトの国立陸軍軍医学校を卒業後、三等軍医として1年間ナイメーヘンで軍務につき、1853年に母校である軍医学校の理化学教師となった。その一方で、ユトレヒト大学の医学部、自然科学部に学生として在籍した。その間に二等軍医に昇格した。
1857年（安政4年）に長崎海軍伝習所に付属して設立された医学伝習所は、1865年（慶応元年）には精得館と改称した。当時教頭を務めていたアントニウス・ボードウィンは化学の専門家の招聘が必要であることを幕府に建言し、そらが認められて化学教室「分析窮理所」が新設され、クーンラートはその教官として招聘された。1866年4月16日（慶応2年3月2日）長崎に到着した。
クーンラートは分析窮理所において、実験も含む化学教育を行ったが、西欧の化学者による直接授業はこれが最初であった。翌年幕府はクーンラートを江戸に呼んで、開成所において本格的な理化学教育を行うことを計画した。クーンラートは1867年（慶応3年）に長崎を発って江戸に移ったが、まもなく幕府は崩壊、結局江戸では講義をなすことなく終わった。
しかし、明治新政府は後藤象二郎と小松帯刀の建言により、戦乱を避けて大阪に理化学校を設立することを決定し、クーンラートはその教頭に招聘され、大阪でその開校準備にあたった。1869年6月10日（明治2年5月1日）、大阪舎密局は開校した。クーンラートの開校講演は『舎密局開講之説』として同年舎密局より刊行された。舎密局とは化学校の意であるが、実際には化学を中心に物理学、鉱物学など理化学一般を対象とする教育が行われた。
クーンラートは開校1週間後から毎日、学生に対して理化総論の講義を開始した。その講義録は『理化新説』として出版された。開校後2ヶ月目からは毎日午後に化学の講義実験も開始した。そのための試薬、器具はクーンラートがオランダに注文して輸入した当時最新のレベルのものであった。さらに翌年からは学生実験も実施している。
しかし、当時の日本人学生のオランダ語学力や科学基礎知識の不足もあって、必ずしも十分な成果をあげることはできず、1870年（明治3年）12月、大阪を発って帰国した。
1888年1月19日没。